# کیم مین-سو (جودوکار)
کیم مین-سو (انگلیسی: Kim Min-soo؛ زادهٔ ۲۲ ژانویهٔ ۱۹۷۵) جودوکار اهل کره جنوبی بود.
از افتخارات وی میتوان به کسب مدال نقره جودو وزن ۹۵ کیلوگرم در بازی‌های المپیک تابستانی ۱۹۹۶ اشاره‌کرد.